# Plac Namir (Tel Awiw)
Plac Namir (hebr. כיכר אתרים) jest w całości zabudowanym placem, który znajduje się nad brzegiem Morza Śródziemnego, w osiedlu Cafon Jaszan w Tel Awiwie, w Izraelu.

## Położenie
Plac jest usytuowany w bezpośrednim sąsiedztwie plaży, na wysokości mariny. Jest to skrzyżowanie nadmorskiej promenady z ulicami HaYarkon i Ben Gurion.

## Historia
Pierwsze domy w tej okolicy zaczęto budować już w latach 20. XX wieku, w okresie brytyjskiego Mandatu Palestyny. Gdy w maju 1921 doszło do arabskich zamieszek w Jafie, wielu Żydów schroniło się właśnie tutaj. Miejsce to jest nisko położone, w podczas każdej zimy cierpiało od silnych wiatrów morskich i często było zalewane podczas wysokich przypływów.
W latach 50. władze miejskie rozpoczęły stopniowy proces przesiedlania stąd mieszkańców. W latach 60. podjęto decyzję o utworzeniu w tej części miasta pasa plaż i wybudowaniu nowoczesnych hoteli położonych przy nadmorskiej promenadzie. Opracowany przez architekta Jakuba Richtera projekt przewidywał wybudowanie w tym miejscu centrum turystycznego z kompleksem hotelowym i wygodnym dostępem do plaży. Budowa rozpoczęła się w 1971 i została ukończona w czerwcu 1975. Powstała w ten sposób duża betonowa konstrukcja, w której na najniższym piętrze było kino, a powyżej dwa piętra ze sklepami i restauracją. Od strony północnej wybudowano parking. Ogółem w kompleksie wybudowanym na placu Namir znajdowało się około 200 różnego rodzaju firm.
Pod koniec lat 70. elementy przestępcze zaczęły przejmować kolejne sklepy, które przekształcano w kluby i salony gier. Władze miejskie utworzyły tutaj posterunek policji, nie zdołały jednak powstrzymać niekorzystnych tendencji. Większość z tutejszych firm została zamknięta, a budynek opustoszał i popadł w ruinę. W 1982 na górnym poziomie powstał okrągły budynek, w którym do końca lat 90. działała dyskoteka „Colloseum Club” (hebr. קולוסיאום). Jednak sukces klubu nie zdołał odwrócić losu budowli na placu Namir. W 1991 ówczesny burmistrz miasta, Szelomo Lahat, wyraził opinię, że wolałby aby plac został zniszczony przez irackie rakiety Scud.

## Wykorzystanie placu
Budynek wzniesiony na placu ma kilka kondygnacji, dzięki czemu dobrze wykorzystano różnicę wzniesień wapiennego wzgórza. Na najniższym poziomie znajduje się parking ze stacją benzynową. Przez następną kondygnację przebiega ulica Eli’ezer Peri. Dwie następne kondygnacje były zajęte przez sklepy, restauracje i inne lokale. Na najwyższym poziomie (dachu budynku) urządzono otwarty deptak z restauracjami i dyskoteką.
Obecnie budynek w większości jest opuszczony i zaniedbany. Władze miejskie kilka razy podejmowały próbę jego rewitalizacji, jednak wszelkie działania są utrudnione, ponieważ jest to własność prywatna, należąca do kilkunastu właścicieli, którzy nie potrafią dojść do porozumienia odnośnie do jego dalszej przyszłości. Obecnie plac jest spostrzegany jako jedno z najbardziej nieudanych architektonicznie przedsięwzięć zrealizowanych w mieście.
W zachodniej części planu znajduje się Marina Tel Awiw Hotel z kompleksem basenów kąpielowych, a na północy jest hotel Carlton Tel Aviv.